# Новопетровка (Константиновский район)
В Амурской области в Благовещенском районе тоже есть село Новопетровка.
Новопетро́вка — село в Константиновском районе Амурской области, Россия. Образует Новопетровский сельсовет.

## География
Село Новопетровка стоит на левом берегу реки Амур, в 22 км ниже районного центра Константиновского района села Константиновка.
Дорога к селу Новопетровка идёт на восток от районного центра Константиновского района села Константиновка (через Орловку и Войково), расстояние — 25 км.
От села Новопетровка на северо-восток идёт дорога к селу Дим Михайловского района.

## Население
| 2002 | 2010 | 2012 | 2013 | 2014 | 2015 | 2016 |
| ---- | ---- | ---- | ---- | ---- | ---- | ---- |
| 595  | ↘567 | ↘557 | ↘548 | ↘536 | ↘512 | ↗523 |
| 2017 | 2018 |      |      |      |      |      |
| ↗528 | ↗531 |      |      |      |      |      |

## Инфраструктура
- Сельскохозяйственные предприятия Константиновского района.
- Российско-китайская граница.